# Kadebostany
 (février 2014).
Kadebostany est le projet du DJ suisse Guillaume de Kadebostany, de son vrai nom Guillaume Bozonnet, également connu sous le nom de Président Kadebostan. Le producteur pop/électro s’est propulsé au-devant de la scène avec des singles tels que Castle in the Snow, Mind if I Stay ou la reprise acclamée de Crazy in Love (entendue dans Cinquante nuances de Grey et dans la bande-annonce de Cinquante nuances plus sombres).
Construit autour de l’idée d’une République imaginaire du même nom, Kadebostany s’est fait remarquer pour sa musique pop singulière, son identité visuelle unique et ses performances live aussi novatrices qu’impressionnantes.

## Historique
En juillet 2011, le groupe se produit pour la première fois au Paléo Festival Nyon.
Le 24 septembre 2011, le groupe joue au sous-sol de l'usine Tridel, La Sallaz, à Lausanne, dans le cadre de la programmation de la Nuit des Musées.
En novembre 2011, le groupe intègre la chanteuse et parolière Amina qui donne son premier concert avec la formation en juillet 2012 au Montreux Jazz Festival, le groupe entame alors une tournée de 4 ans à travers le monde.
Il se produit une seconde fois au Paléo Festival Nyon en juillet 2013. En novembre 2014, Kadebostany se produit à nouveau en Suisse Romande, à Vevey sur les bords du lac Léman lors de l'inauguration de la salle Del Castillo.
Lors d'un voyage en Grèce, il détrône Rihanna de sa première position dans les charts.
C'est en octobre 2013 que leur album Pop Collection sort.
En février 2014, le groupe est nommé pour 3 catégories des Swiss Music Awards 2014 : Best Talent National, Best Live Act et Best Romandie Act. Le groupe se produit sur la Grande Scène du Festival Balélec à l'École Polytechnique Fédérale de Lausanne (EPFL) en mai 2014.
En 2015, l'arrangeur français The Avener remixe leur titre Castle in the snow.
Fin 2015, la chanteuse Amina quitte le groupe et lance son projet solo "Flèche Love". Elle est remplacée par Kristina.

## Membres
Actuels :
- Guillaume de Kadebostany : fondateur, compositeur, producteur, samples.
- Marc Veuthey : batterie, percussions.
- Joris Amann : guitare.
- Ross Butcher : trombone.
- Poseïdona  : chant (depuis 2020).
- Fang the Great : chant (depuis 2020).

Anciens :
- Jérôme Léonard : guitare, basse (2011-2014).
- Amina Cadelli : chant, paroles (2012-2015).
- Kristina Yakovleva : chant, chœurs, guitare (2016-2019).
- Jaafar Aggiouri  : compositeur, pianiste, saxophone, clarinette (2011-2019).

## Discographie

### Singles
- 2013 - Jolan[8]
- 2013 - Walking with a Ghost[9]
- 2016 - Frozen to Death[10]
- 2017 - Mind If I Stay
- 2018 - Save Me